# Мюррей, Райан
Райан Джеймс Мюррей (англ. Ryan James Murray; род. 27 сентября 1993, Уайт-Сити, Саскачеван) — канадский хоккеист, защитник. Обладатель Кубка Стэнли 2022 года.

## Игровая карьера
Мюррей был выбран под общим 9-м номером на драфте WHL 2008 года командой «Эверетт Силвертипз». Позже он был выбран капитаном команды в 18 лет.
22 июня 2012 года Райан был выбран под общим 2-м номером на драфте НХЛ 2012 года командой «Коламбус Блю Джекетс».

## Международная карьера
Мюррей принял участие в молодёжном чемпионате мира 2012, проходившим в Калгари и Эдмонтоне, где завоевал бронзу. Он стал первым за долгое время игроком сборной Канады на чемпионате мира ещё не выбранным на драфте. Райан стал вторым самым молодым игроком сборной Канады игравших когда-либо на чемпионатах мира (первый Пол Кария в 1993 году).
На чемпионате мира 2016 года завоевал золото.

## Статистика
| Легенда | Легенда                    | Легенда | Легенда                   | Легенда | Легенда    |
| ------- | -------------------------- | ------- | ------------------------- | ------- | ---------- |
| И       | Количество проведённых игр | Штр     | Штрафное время            | +/−     | Плюс-минус |
| Г       | Голы                       | П       | Голевые передачи          | О       | Очки       |
| -       | Статистика неизвестна      | —       | Статистика не учитывалась |         |            |